# 할라 (음식)
할라(히브리어: חלה)는 명절에 주로 먹는 이스라엘의 빵이다. 유대인이 주로 먹으며, 이스라엘 이외의 유대교 신자들도 할라를 먹는다. 기독교 신자들이 비교적으로 많은 유럽에서도 찾아볼 수 있다. 먹을 때는 참깨나 양귀비 씨 등을 뿌려 먹는 경우가 있다. 빵은 크고 긴 편이다.

## 같이 보기
- 이스라엘 요리
- 유대 요리
- 프로스포론